# Orden de la Fidelidad
La Orden de la Fidelidad (Urdhëri i Besa), también conocida como Orden de Besa, fue creada por el rey Zog I cuando ejercía la Presidencia de Albania. Fundada el 22 de diciembre de 1926, fue inicialmente otorgada en cuatro clases (1- Gran Cordón con estrella - Kordon i Madh me Yll; 2- Gran Oficial - Oficer i Madh; 3- Comandante - Komandar; 4- Caballero - Kalorës) y una medalla, y estuvo limitada a seis destinatarios ordinarios de nacionalidad albanesa, y no adjudicable a extranjeros. Fue remodelada en 1932 y reducida a tres clases (1- Gran Cordón con estrella - Kordon i Madh me Yll; 2- Comandante - Komandar; y 3- Caballero - Kalorës) y continuó siendo limitada a seis destinatarios ordinarios de nacionalidad albanesa, y no adjudicable a extranjeros. La Orden fue mantenida durante el Reino italiano de Albania del rey Víctor Manuel III hasta 1943, y luego por la Casa de Zogu como orden dinástica.

## Notables Destinatarios
- Rey Faruq de Egipto
- Príncipe Abib de Turquía
- Shah Mohammad Reza Pahlavi de Irán
- Anwar Sadat, Presidente de Egipto.